# This Is War
This Is War ist das dritte Studioalbum der US-amerikanischen Alternative-Rock-Band Thirty Seconds to Mars. Es erschien am 4. Dezember 2009 bei EMI Records.

## Vorgeschichte
Im Jahr 2008 wurde die Band wegen eines Vertragsbruches von ihrem Label Virgin Records auf 30 Millionen US-Dollar verklagt. Der Vertrag wurde 1999 mit dem inzwischen aufgelösten Label Immortal Records unterzeichnet und 2004 von Virgin Records übernommen. Er besagte, dass sich Thirty Seconds to Mars verpflichtet, bis ins Jahr 2008 drei Studioalben zu produzieren, was sie jedoch bis dahin nicht schaffte. Die Band bezeichnete die Klage auf ihrer Website als „lächerlich übertrieben“ und „völlig unrealistisch“.
Der juristische Streit dauerte fast ein Jahr, bis die Band am 29. April 2009 verkündete, dass der Fall geregelt worden sei. Durch das De-Havilland-Gesetz des kalifornischen Berufungsgerichts ist kein Arbeitsvertrag in Kalifornien länger als sieben Jahre rechtskräftig. Trotz des Streits unterschrieb die Band einen neuen Vertrag mit EMI, dem Mutterkonzern von Virgin Records.

## Entstehung
Die Arbeiten an This Is War dauerten zwei Jahre. Laut Jared Leto war es eine harte Zeit für die Band, da sie zwischenzeitlich kein Label hatten. Zum ersten Mal wurde das Album vollständig im International Centre for the Advancement of the Arts and Sciences of Sound in Los Angeles aufgenommen.
Im Mai 2009 kündigte Kanye West an, dass er und Jared Leto zusammen an einem Song namens Hurricane arbeiten. Aufgrund eines Streits zwischen den Plattenfirmen von Thirty Seconds to Mars und Kanye West durfte diese Version allerdings nicht für das Album verwendet werden. Stattdessen wurde eine Version ohne Kanye West für das Album verwendet. Auf der Deluxe-Version des Albums ist der Song allerdings als Hurricane 2.0 mit Kanye West vorhanden.

## Titelliste
Wenn nicht anders angegeben, wurden die Songs von Jared Leto geschrieben.
1. Escape – 2:24
2. Night of the Hunter – 5:41
3. Kings and Queens – 5:48
4. This Is War – 5:27
5. 100 Suns – 1:58
6. Hurricane – 6:12
7. Closer to the Edge – 4:34
8. Vox Populi – 5:43
9. Search and Destroy – 5:39
10. Alibi – 6:00
11. Stranger in a Strange Land – 6:54
12. L490 (Shannon Leto) – 4:26

iTunes-Edition
1. Kings and Queens (LA Riots Main Vocal Mix) – 6:12
2. Night of the Hunter (Flood Remix) – 4:52

Japan-Edition
1. Kings and Queens (Eddy and Tiborg Radio Mix)
2. Kings and Queens (Innerpartysystem Remix Main)

UK-Edition
1. Kings and Queens (Tek-One Remix) [nur für einen begrenzten Zeitraum als Download verfügbar]
2. Closer To The Edge (Acoustic)

Deluxe Edition
1. Hurricane (featuring Kanye West)
2. Bad Romance (Live BBC Version) (Lady Gaga Cover)
3. Stronger (Live BBC Version) (Kanye West Cover)

Deluxe Edition DVD
1. Closer to the Edge (Video)
2. Kings and Queens (Video)
3. Making of Kings and Queens
4. Into the Wild EPK
5. Behind the Summit
6. War is Coming Spots
7. Fotogalerie

## Rezeption
Von Musikkritiker bekam das Album meist positive Bewertungen. CD-Bewertungen.de zeichnete This is War mit der Höchstpunktzahl von 10 Sternen aus und schrieb: „30 Seconds to Mars sind mit dem neuen Album This Is War nun endgültig im Olymp des Mainstreams angekommen.“ Big Cheese vergab 5 von 5 Sternen.
Alistair Lawrence von der BBC kritisierte, dass sich die Musik kaum verändert habe.
Laut.de vergibt 3 von 5 Sternen und meint, dass Thirty Seconds to Mars sich mit diesem Album zwar von der Massentauglichkeit wegbewegt hätte, aber das Album trotzdem nicht wirklich interessant sei.
Plattentests.de vergibt 5 von 10 Punkten und sagt, dass in diesem Album das Design über den Inhalt gesiegt habe.
Allmusic vergab 3 von 5 Sternen.
Das Musikvideo zum Song Hurricane wurde von MTV und diversen anderen Fernsehsendern aufgrund von Gewalt und sexuell expliziter Szenen zensiert. Bei den MTV Video Music Awards 2011 wurde es in den Kategorien „Beste Kamera“, „Beste Regie“ und „Bester Schnitt“ nominiert.

## Auszeichnungen für Musikverkäufe
| Land/Region                  | Auszeichnungen für Musikverkäufe (Land/Region, Auszeichnung, Verkäufe) | Verkäufe  |
| ---------------------------- | ---------------------------------------------------------------------- | --------- |
| Australien (ARIA)            | Gold                                                                   | 35.000    |
| Belgien (BRMA)               | 2× Platin                                                              | 60.000    |
| Deutschland (BVMI)           | Platin                                                                 | 200.000   |
| Irland (IRMA)                | Gold                                                                   | 7.500     |
| Italien (FIMI)               | Gold                                                                   | 30.000    |
| Neuseeland (RMNZ)            | Gold                                                                   | 7.500     |
| Österreich (IFPI)            | Gold                                                                   | 10.000    |
| Polen (ZPAV)                 | Platin                                                                 | 20.000    |
| Portugal (AFP)               | 2× Platin                                                              | 40.000    |
| Südafrika (RISA)             | Gold                                                                   | 20.000    |
| Vereinigte Staaten (RIAA)    | Gold                                                                   | 500.000   |
| Vereinigtes Königreich (BPI) | Platin                                                                 | 300.000   |
| Insgesamt                    | 7× Gold · 7× Platin ·                                                  | 1.230.000 |

## Trivia
Der Song This Is War ist im Abspann des virtuellen Rollenspiels Dragon Age: Origins zu hören. Kings and Queens ist der Titelsong für den Film Skyline.
Zu dem eigentlichen Cover ist ein weiteres Cover beigelegt, welches das Gesicht eines Fans der Band zeigt. Jeder konnte ein Bild von sich einsenden, von denen dann 2000 Fotos ausgewählt wurden. Diese wurden zufällig auf die Alben verteilt. Auf einigen Bildern finden sich auch Prominente wie Bam Margera, Gabe Saporta, Kat Von D und Conan O’Brien. Außerdem gibt es Bilder vom Manager der Band, des Vorstands vom Label sowie der Mutter von Jared und Shannon Leto.